# アスカロンのエウトキオス
アスカロンのエウトキオス（ギリシア語: Εὐτόκιος ὁ Ἀσκαλωνίτης c.480 - c. 530）は、ビザンツ期エジプトの数学者。480年ごろにパレスティナのアスカロン（アシュケロン/アスカラーン）で生まれ、510年から530年までの間にアレクサンドリアで活動した（#生涯）。アルキメデス、アポロニオスの著作にそれぞれ註解書を書いた（#著作）。

## 生涯
エウトキオスの生年は長らく、誤解に基づいて、530年とされてきた。エウトキオスがアルキメデスの『球と円柱について』（Περὶ σφαίρας καὶ κυλίνδρου）に付した註解書の、伝世した写本においては、第2巻の末尾に「この版は私たちの先生、建築家のミレトスのイシドロス師に査収していただいた」という一文がある。過去の学者は、この記述をエウトキオスが書いたものと信じ込み、エウトキオスをイシドロスの弟子あるいは後世の人と理解したうえで、イシドロスの活躍年代（fl.532-537）から逆算して、エウトキオスの生年を530年頃と推定した。同註解書の伝世写本には、ほかにも、放物線を描くための道具に「わが師イシドロスにより発明された」などといった一文が付されている箇所もある。これらの記載は、長らく、師弟関係やおおよその活躍年代の推定における混乱の元になっていたが、現代では、後世の人による挿入であるという説が有力である。
アルキメデス『球と円柱について』への註解書、第1巻はプロクロスの弟子のアンモニオスに献呈されている。アポロニオス『円錐曲線について』への註解書はアンテミオスに献呈されている。

## 著作
アスカロンのエウトキオスは、ペルガのアポロニオスとアルキメデスの作品に注解書を書いた。
以下のエウトキオスの著作については、ギリシア語の写本も残っている。
- アポロニオスの『円錐曲線論』への注釈
- アルキメデスの『球と円柱について』、『放物線の求積』、『平面の釣合について（英語版）』への注釈

上記3つの注釈についてはラテン語翻訳が出版されもしたが、それ以外の著作については出版も翻訳もされていない。

エウトキオスによるアルキメデスへの注釈は、1544年に一部ではあるがバーゼルで出版され、その後、オックスフォードにおける校定本に再録されている。アレクサンドリア学派のやり方で数値を計算する方法について正確な言及があるので、史料的価値が高い。
- Commentaires sur les livres de La Sphère et du cylindre [d'Archimède]. Commentaires sur La Mesure du cercle [d'Archimède], édi. par J. L. Heiberg et E. Stamatis, Archimedis opera omnia cum commentariis Eutoci, Leipzig, Teubner, vol. III, 1915, répr. 1972.

## エウトキオスについての研究
- Feller, Biographie universelle ou dictionnaire historique, 1818, 1848.
- Weiss, Biographie universelle, ou Dictionnaire historique contenant la nécrologie des hommes célèbres de tous les pays, 1841 [détail de l’édition], tome 2.
- Michaud, Louis-Gabriel (1843). Biographie universelle ancienne et moderne.
- Bouillet, Dictionnaire universel d’histoire et géographie, 20e édition, 1867.
- Larousse, Grand dictionnaire universel du XIXe siècle, 1866.
- Montucla, Histoire des recherches sur la quadrature du cercle, 1831.
- Maximilien Marie, Histoire des sciences mathématiques et physiques, tome 2, 1883.
- Hœfer, Nouvelle biographie générale, tome 16, Firmin-Didot, 1856.
- Joseph Liouville (1855). Journal de mathématiques pures et appliquées.
- R. P. Ortolan, Savants et chrétiens, Études sur l’origine et la filiation des sciences, Delhomme, 1898.
- Giuseppe Torelli (mathématicien)（）, Archimedis quae supersunt omnia cum Eutocii Ascalonitae commentariis, cum nova versione latina, Oxford, 1792, in-fol.

- Micheline Decorps-Foulquier et Michel Federspiel éd., Eutocius d'Ascalon, Commentaire sur le traité des Coniques d'Apollonius de Perge (livres I-IV) (coll. « Scientia Graeco-Arabica »), Berlin, De Gruyter, 2014, 279 p. ISBN 978-3-11-020699-9